# Хелст (Великопольське воєводство)
Хелст (пол. Chełst) — село в Польщі, у гміні Дравсько Чарнковсько-Тшцянецького повіту Великопольського воєводства.
Населення — 542 особи (2011).
У 1975-1998 роках село належало до Пільського воєводства.

## Демографія
Демографічна структура станом на 31 березня 2011 року:
|          | Загалом | Допрацездатний вік | Працездатний вік | Постпрацездатний вік |
| -------- | ------- | ------------------ | ---------------- | -------------------- |
| Чоловіки | 266     | 55                 | 190              | 21                   |
| Жінки    | 276     | 61                 | 160              | 55                   |
| Разом    | 542     | 116                | 350              | 76                   |